# Painite
La painite est une espèce minérale du groupe des borates et du sous-groupe des nésoborates (inselborates), de formule CaZrAl9O15(BO3).

## Historique de la description et appellations

### Inventeur et étymologie
La painite a été décrite en 1956 par Claringbull, G.F., M.H. Hey, et C.J. Payne; elle fut nommée ainsi en l'honneur de Arthur Charles Davy Pain (?–1971), collectionneur de gemmes et de minéraux anglais, qui mentionna pour la première fois l'espèce.

### Topotype
GisementOhngaing (Ohn Gaing ; Ohn Kai), Mogok, District de Pyin U Lwin, Région de Mandalay, Birmanie
ÉchantillonsLes échantillons de référence sont déposés au Musée d'histoire naturelle de Londres, ainsi qu'au National Museum of Natural History de Washington.

## Caractéristiques physico-chimiques

### Cristallographie
- Paramètres de la maille conventionnelle : a = 8,724 Å, c = 8,464 Å, Z = 2, V 557,88 Å3
- Densité calculée = 3,996-4,020

### Propriétés physiques
HabitusLa painite forme le plus souvent des cristaux allongés, pseudo-orthorhombiques, pouvant atteindre 1,5 centimètre.

## Gîtes et gisements

### Gîtologie et minéraux associés
GîtologieLa painite se trouve dans les graviers où se trouvent des gemmes comme le corindon.
Minéraux associésCorindon (rubis, saphir), phlogopite.

### Gisements producteurs de spécimens remarquables
La painite est un minéral extrêmement rare : avant 2000, il n'y avait que trois cristaux de painite connus. Ce n'est qu'en 2001 que le quatrième cristal a été découvert et c'est en 2005 que la majorité des spécimens a été trouvée.
- Birmanie (Myanmar)

Ohngaing (Ohn Gaing ; Ohn Kai), Mogok, District de Pyin U Lwin, Région de Mandalay
Hinthar Hill, Wetloo quarter, Kyauk-Pyat-Thet, Mogok, District de Pyin U Lwin, Division de Mandalay

## Exploitation des gisements
UtilisationsCertaines pierres gemmes peuvent être taillées à facette.

## Galerie

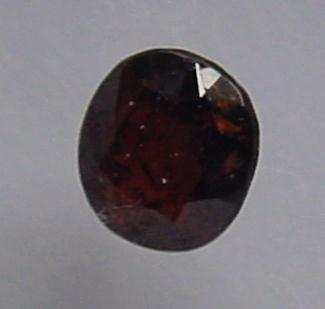
Painite taillée - Birmanie - 2 mm
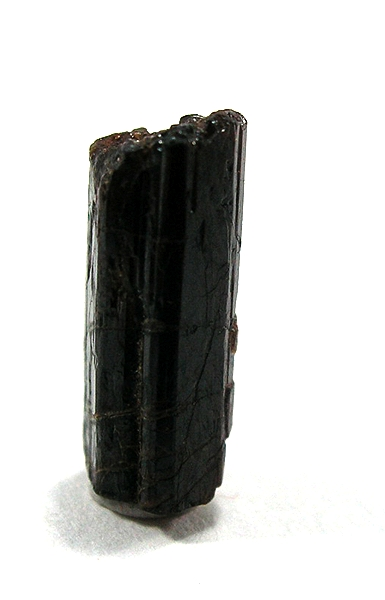
Painite, Myanmar, 0,9 × 0,3 × 0,2 cm